# Truncus brachiocephalicus

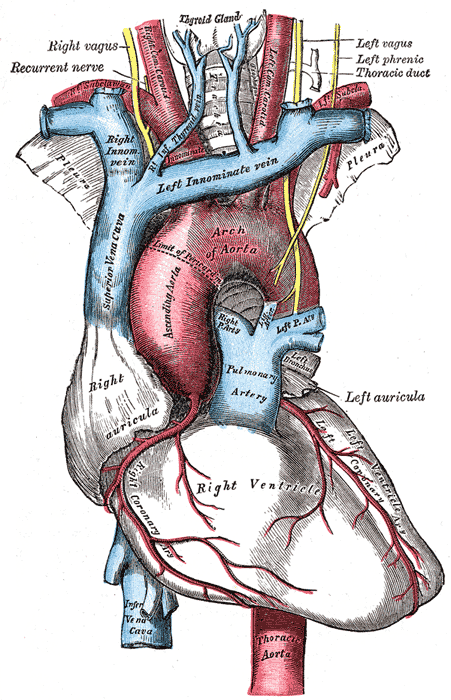
Herz und Hauptgefäße des Menschen: der Truncus brachiocephalicus ist der erste starke Ast aus dem Aortenbogen, der aus dieser Perspektive hinter der Vena inomminata und der Vena thyroidea inferior dextra verläuft.

Der Truncus brachiocephalicus (latinisiert von altgr. Βραχιοκεφαλικός „Arm-Kopf-Gefäßstamm“); historisch auch Arteria innominata („unbenannte Schlagader“), bei Vesal Truncus ascendens aortae („aufsteigender Stamm aus der Aorta“) – ist der gemeinsame Gefäßstamm der Arteria subclavia (Unterschlüsselbeinschlagader) und der Arteria carotis communis (Gemeinsame Halsschlagader), der aus dem Aortenbogen hervorgeht. Bei den meisten Menschen besteht dieser Stamm nur rechts, während linksseitig Arteria subclavia und Arteria carotis communis getrennt voneinander entspringen. Es gibt allerdings viele individuelle Varianten, die in der Regel ohne Krankheitswert sind. Eine Ausnahme kann die Arteria lusoria sein.

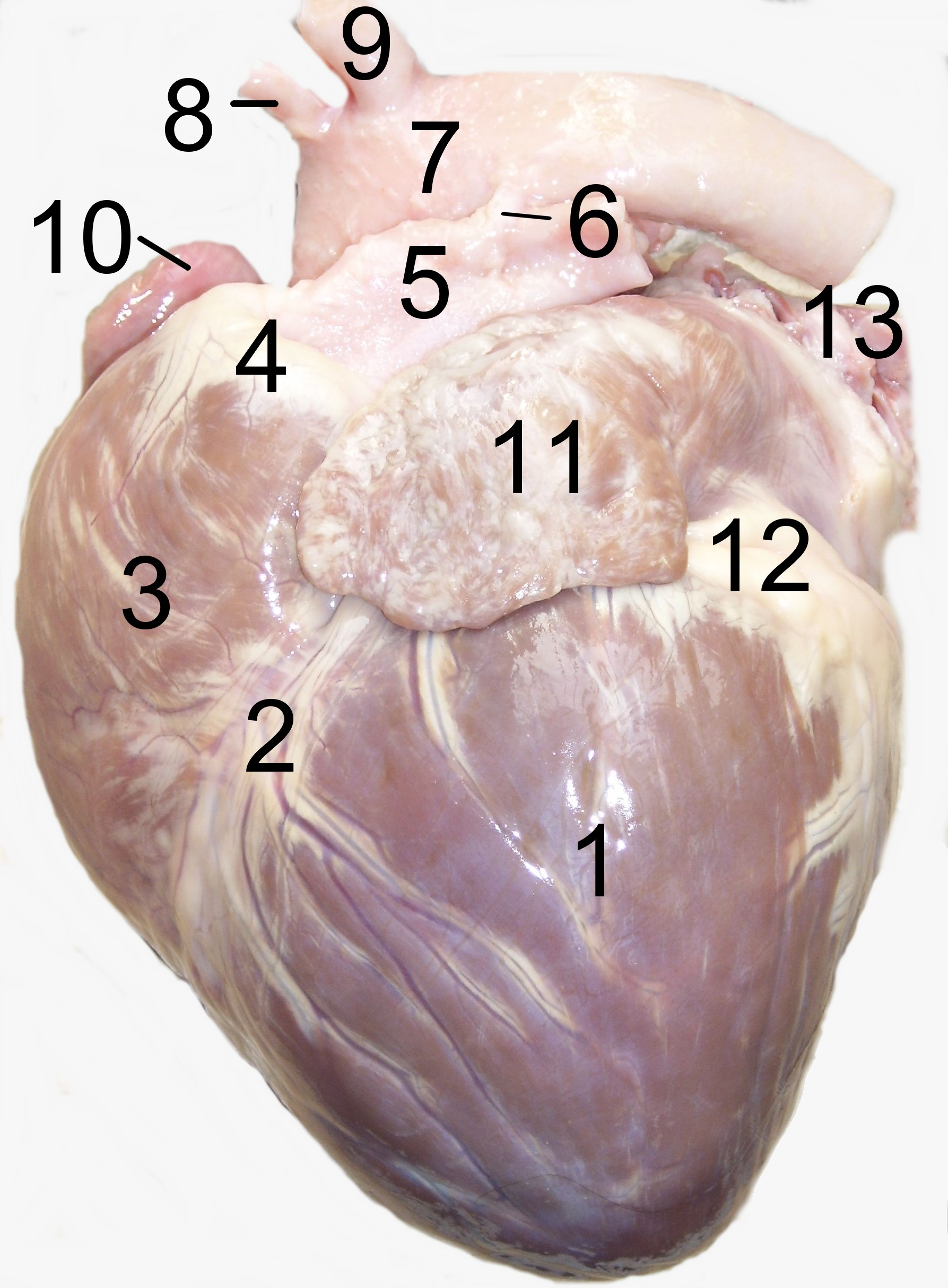
Herz eines Hundes: mit Nr. 8 ist der Truncus brachiocephalicus nummeriert